# Heliga stolens statssekretariat
Statssekretariatet vid Heliga stolen (Segreteria di Stato della Santa Sede) är den äldsta instansen i kurian, Romersk-katolska kyrkans regering. Den leds av en kardinalstatssekreterare, och som företräder den Heliga stolen och Vatikanstaten politiskt och diplomatiskt. Statssekretariatet har två sektioner: sektionen för allmänna frågor (första sektionen), och sektionen för relationer med andra stater (andra sektionen).

## Sektionen för allmänna frågor
Första sektionen organiserar kyrkans allmänna verksamheter och kurian. Det är denna sektion som tillsätter ämbeten, sköter administrationen och informationsverksamheten. En av dess uppgifter är att förvalta påvens fiskarring (Pescatorio). Sektionen leds av en ärkebiskop, vars titel är Substitut. Nuvarande [när?] substitut är Leonardo Sandri.

## Sektionen för internationella relationer
Andra sektionen ansvarar för internationella relationer, som till exempel representationen i Förenta Nationerna och samarbetet med kyrkor som är i union med Romersk-katolska kyrkan. Den leds av en sekreterare, som har samma funktion som en utrikesminister. Sedan 2014 är Paul Gallagher sekreterare för sektionen för internationella relationer.